# دیو هویسمانز
دیو هویسمانز (هلندی: Dave Huismans) موسیقی‌دان اهل پادشاهی هلند است.